# Bulgaria otomana

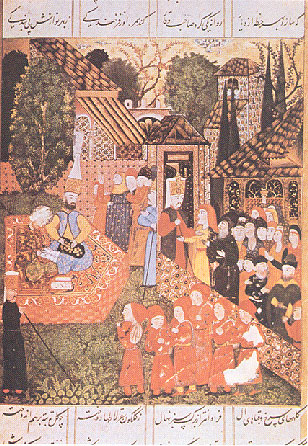
Devşirme otomano en Bulgaria.

La historia de la Bulgaria otomana abarca casi 500 años, desde la conquista por el Imperio otomano de los pequeños reinos que surgieron de la desintegración del Segundo Imperio búlgaro a finales del siglo XIV, hasta la Liberación de Bulgaria en 1878. Los territorios búlgaros fueron administrados en el Eyalato de Rumelia. El dominio otomano fue un periodo marcado por la opresión y el mal gobierno, y representó una desviación del desarrollo de Bulgaria como un Estado europeo cristiano.
 Un proceso de renacimiento cultural se dio con el debilitamiento de la administración otomana después de 1700, que en última instancia, dio lugar a una lucha armada organizada por la liberación. Como resultado de la guerra ruso-turca (1877-1878), el Principado de Bulgaria, un estado vasallo autónomo otomano que era funcionalmente independiente, fue creado. En 1885 la provincia autónoma de Rumelia Oriental quedó bajo el control del zar búlgaro. Bulgaria declaró su independencia en 1908. 